# Jan van der Laen
Jan van der Laen, ook wel gespeld als Jan van der Laan of Jan Simonsen van der Laan (? - Den Haag, ca. 1675), was een militair in dienst van de VOC. Hij leidde halverwege de 17e eeuw troepen van de VOC in diverse krijgshandelingen in heel Azië, vooral tegen de Portugezen. In 1668 was hij bevelhebber van de retourvloot.
In de opbouw van een handelsnetwerk in Azië leverde de VOC vooral strijd met de Portugezen, met wie de Republiek tot 1661 in oorlog was. Deels was de VOC in haar beginfase voor de Republiek een manier om de oorlog tegen Spanje en Portugal ook internationaal voort te zetten. De Portugezen hadden in Azië een handelsimperium opgebouwd met Goa als centrum en strategisch gelegen forten in de hele regio. Aan de nieuwe concurrenten uit noordwest Europa, de Hollanders en de Engelsen, ontzegden zij de toegang, zich beroepend op de pauselijke bul Inter Caetera van 1493. De Hollanders stelden er het Mare Liberum principe van Hugo de Groot tegenover, en probeerden het Portugese monopolie te doorbreken (en het uiteindelijk over te nemen). De VOC had daarom van het begin af aan zowel zeelieden als soldaten in dienst, waarbij als het nodig was ook de zeelieden bewapend werden. De soldaten waren bedoeld voor oorlog te land, meestal de verovering en verdediging van forten. Ze vormden geen aparte krijgsmacht maar waren geïntegreerd in de organisatie. De troepen die werden ingezet waren nooit groot. Van enkele honderden tot enkele duizenden.
Er vonden vele confrontaties plaats tot aan 1663, toen de Portugezen ook van de Malabarkust werden verdreven net voor de Vrede van Den Haag door Portugal was geratificeerd. Bij een aantal van die confrontaties speelde Van der Laen een belangrijke rol. Door zijn vechtlustig optreden op het strijdtoneel had hij de bijnaam 'de Schrik der Portugezen' verworven.

## Ceylon

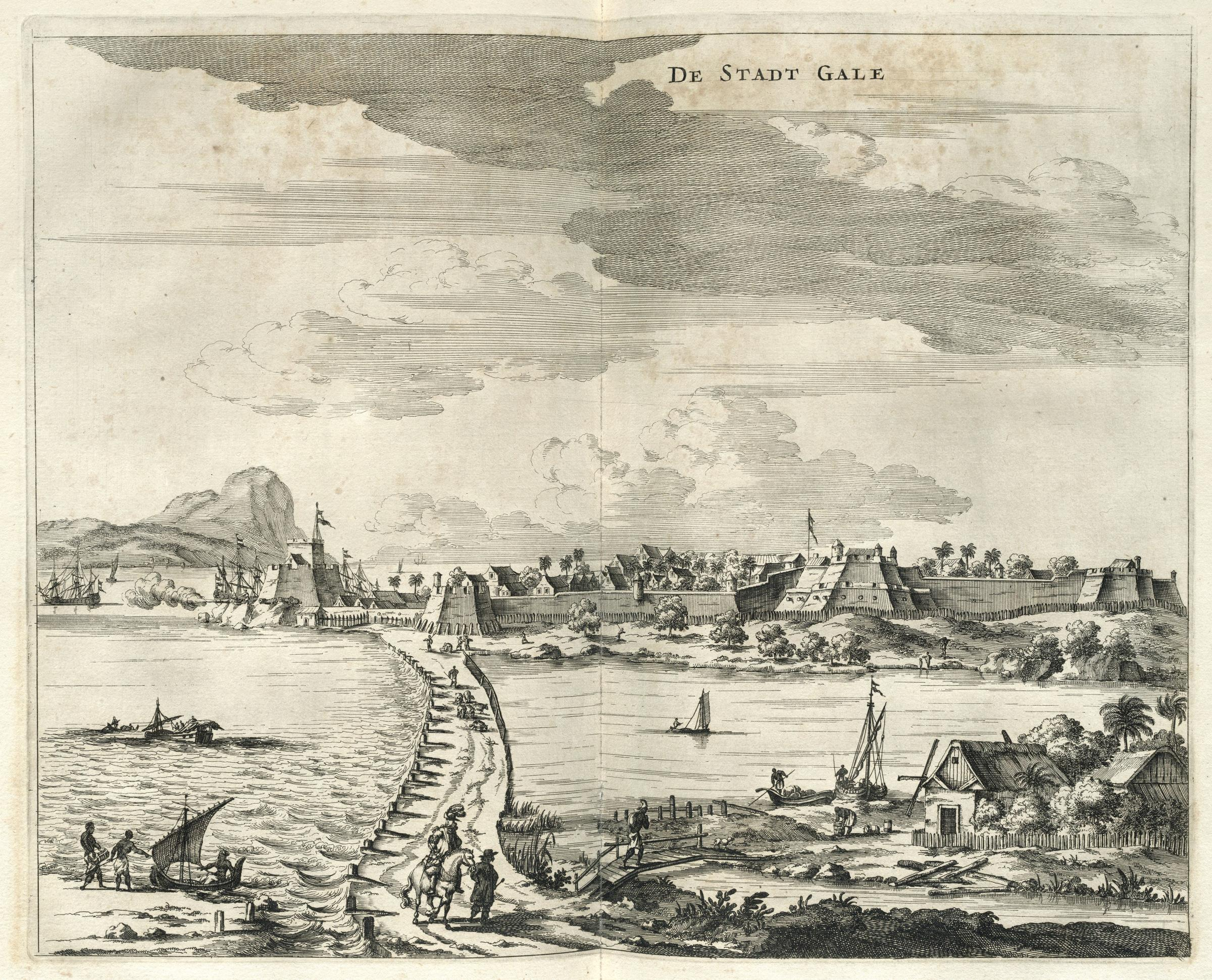
Galle

Van der Laen begon zijn carrière in Galle in Ceylon. Hij was daar luitenant toen hij eind 1641 van gouverneur Jan Thijssen het gezag kreeg over de militairen daar, nadat kapitein Walraven de Rivière was gesneuveld in gevechten met de Portugezen. Het fort van Galle was drie jaar tevoren op de Portugezen veroverd. Of Van der Laen daar toen al bij was is niet bekend. De noordwestkust van het eiland, met de belangrijke forten van Colombo en Jaffna, was nog in Portugese handen. Ook Matara, niet ver van Galle aan de zuidkust gelegen, was nog Portugees.
Van der Laen moet zich goed van zijn taak gekweten hebben want in 1642 was hij kapitein. Hij wordt als zodanig genoemd in een brief van Jan Thijssen aan Batavia. Dat jaar was door de Staten-Generaal in de Republiek een tienjarig bestand met Portugal gesloten, zeer tegen de zin van gouverneur-generaal Van Diemen en de Raad van Indië in Batavia, die vooral de verwerving van kaneelproducerende gebieden rond Galle gefrustreerd zagen worden. Onenigheid over de verdeling van het platteland tussen Galle en Matara deed in mei 1643 de strijd in Ceylon weer oplaaien. De Portugezen namen Biligam (het huidige Weligama) in bezit, waarop Thijssen er 300 soldaten onder de kapiteins Paulus Doncq en Jan van der Laen naar toe stuurde, met de opdracht niets te doen totdat hij daar zelf aankwam. Desondanks trokken Doncq en Van der Laen landinwaarts, waar ze in een hinderlaag van de Portugezen vielen. Een wanordelijke vlucht was het gevolg, waarbij ruim tachtig Nederlanders dood of gevangen werden achtergelaten. Van der Laen zelf werd zwaar gewond. Naar aanleiding hiervan werden hij en Doncq later dat jaar naar Batavia ontboden om hun 'loshoofdige onvoorsigtighe saecke' te verantwoorden en 'gecorrigeert te worden'. Veel kan die correctie, in ieder geval wat Van der Laen betreft, niet ingehouden hebben, want medio 1644 was hij, nog steeds als kapitein, weer terug in Galle.
In 1649 was hij bevelhebber van 600 soldaten op een expeditie van Johan Maetsuycker (die Thijssen was opgevolgd als gouverneur van Ceylon) tegen de Portugezen aan de kust van Madoera in Zuid-India. Zij hadden vanuit Tuticorin ondanks de wapenstilstand de Nederlanders verdreven uit de pas door Adriaan van der Meijden (toen koopman in Paliacatte) gestichte handelspost Kailpatnam. Plaatselijke hoofden in dienst van de Nayak van Madoera, waar Van der Meijden een handelscontract mee had gesloten, hadden hier aan meegewerkt. Maetsuycker eiste een schadevergoeding van 40.000 Spaanse realen. Toen de Portugezen en de Nayak dit niet op bleken te kunnen brengen bezette hij de tempel van Tiroutchendour. Na veel geharrewar en het in brand steken van enige huizen gingen de Nederlanders terug naar Ceylon, met maar een deel van het geld en een aantal beelden uit de tempel als onderpand totdat de rest was betaald.

## Verovering van Colombo

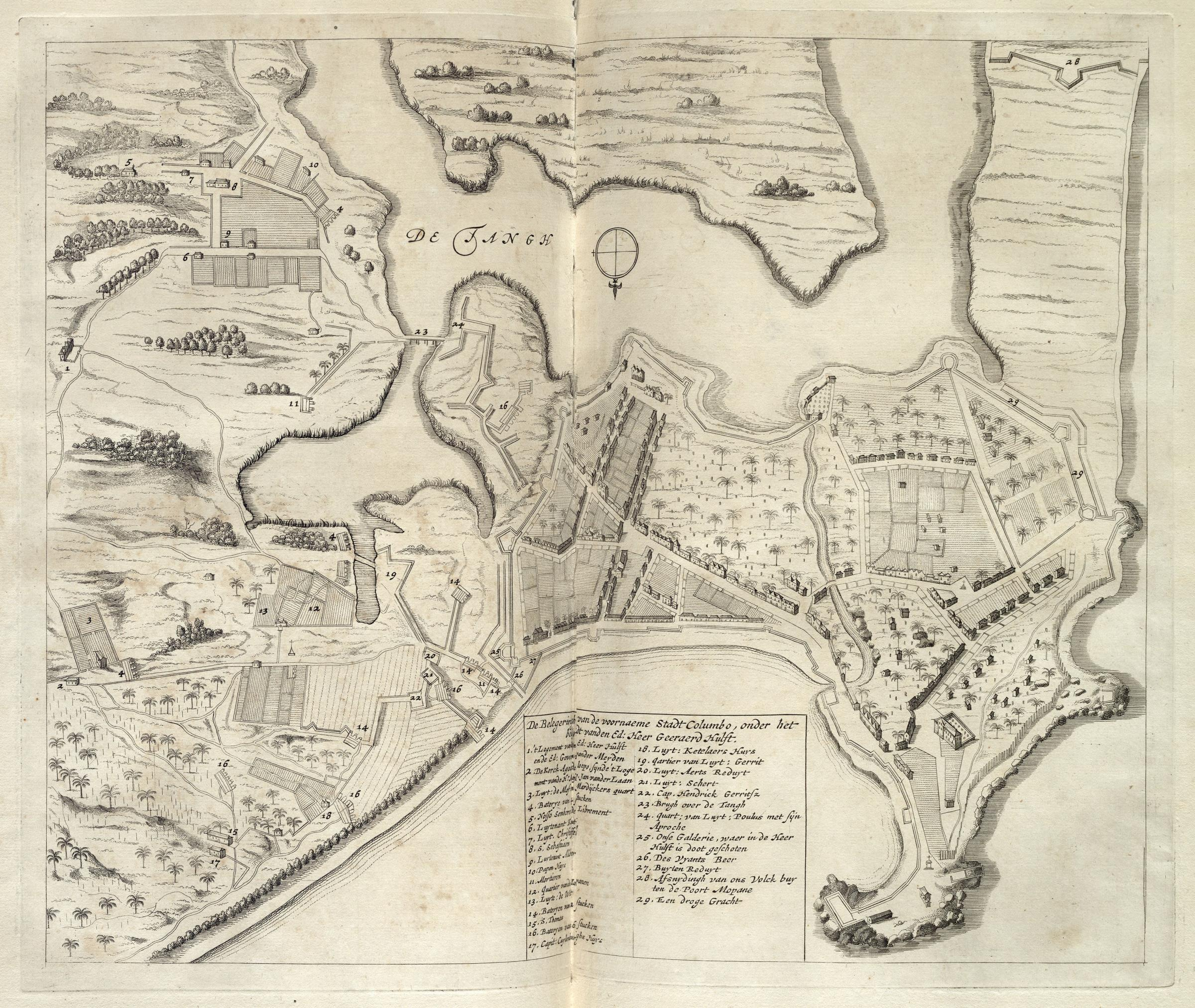
Het beleg van Colombo. 25 is het San Joao bastion, waar Hulft sneuvelde. 2 is het kwartier van Van der Laen.

In 1652 werd Van der Laen commandant van fort Negombo, Hij bleef dit tot november 1654, waarna hij naar Batavia vertrok. Eind 1655 was hij majoor van de militie in de vloot van Gerard Hulft, die door Maetsuycker, nu gouverneur-generaal van Indië, naar Ceylon werd gestuurd om Colombo te veroveren. 14 oktober werd het fort van Kalutara veroverd, iets ten zuiden van Colombo. Bij Panadura, vlak bij Colombo, raakte Van der Laen licht gewond aan zijn wang bij een aanval van Portugezen vanuit het fort. De 21ste begon men met de belegering daarvan. 12 november werd het bestormd, waarbij met ladders werd geprobeerd over de muren te klimmen; Van der Laen met 9 compagnieën bij bastion San Joao aan de havenkant. De aanval mislukte echter, ten koste van honderden doden en gewonden. Men besloot toen tot een langdurig beleg om de verdedigers uit te hongeren. In april raakte Hulft dodelijk gewond door een musketschot. Van der Laen was een van degenen die hem uit de gevarenzone haalden, maar nadat ze hem op een bed hadden gelegd blies hij de laatste adem uit. Van der Meijden, inmiddels gouverneur van Ceylon, nam het bevel over. Begin mei volgde een tweede aanval. Van der Laen toonde hier weer grote dapperheid. Hij hielp zelf mee stormladders te plaatsen en raakte daarbij gewond. Nadat hij was weggedragen rukte hij zich los en ging weer terug. Toch werd ook deze aanval afgeslagen. De Portugezen waren echter zo verzwakt dat ze de stad vijf dagen later toch overgaven, in ruil voor een eervolle aftocht: de ambtenaren naar de kust van Coromandel, de soldaten naar Europa.
De Portugezen beweerden later dat Van der Laen tijdens gevechten voorafgaand aan het beleg gevluchte Portugezen had laten executeren maar daarmee moest stoppen op bevel van Hulft. Ook zouden Van der Meijden en Van der Laen de Hollandse soldaten ondanks de afspraken Colombo hebben laten plunderen, waarbij Van der Meijden hier een dag voor had gegeven maar Van der Laen dat verlengd had tot vijf. Philippus Baldaeus, in zijn verslag van de strijd, laakt de 'onbeschaamde valsheyt' van dit verhaal. Eind 1656 ging Van der Laen weer terug naar Batavia.

## Verovering van Jaffna

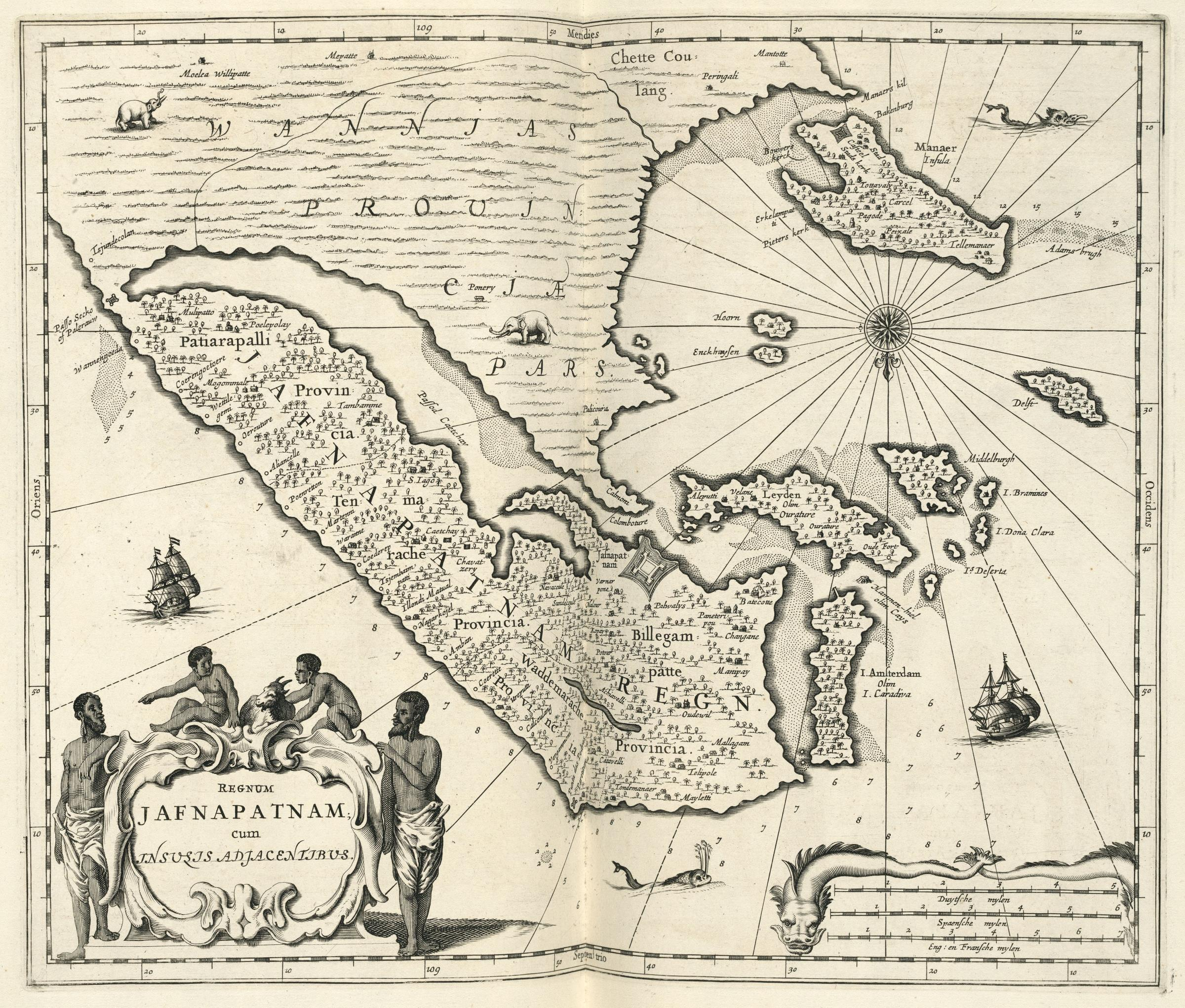
Jaffna en het eiland Mannar rond 1672. Het noorden is onder.

In 1657 maakte hij deel uit van de vloot van Rijcklof van Goens en Adriaan Roothaes die naar Goa voer om die stad te blokkeren. Hij had dezelfde rol als in de vloot van Hulft: majoor van de militairen. Ditmaal elf compagnieën, waarvan twee met 75 en negen met 50 soldaten, allen bewapend met geweren, plus officieren. In september arriveerde de vloot bij Goa. Terwijl Roothaes met de meeste schepen voor Goa bleef liggen ging Van Goens naar Ceylon om daar Jaffna en Mannar te veroveren. Van der Laen was met een schip al vooruit gegaan. Hij was echter na een moeilijke reis bij Tuticorin beland, waar hij 8 jaar tevoren ook al was geweest. Van hieruit konden de Portugezen Jaffna bevoorraden. Toen Van Goens er met zijn schepen ook arriveerde vluchtten de Portugezen het binnenland in, zodat Tuticorin zonder slag of stoot ingenomen kon worden. Hierna werden ook de forten op de eilanden Mannar en Hammenhiel veroverd. Baldaeus, die er bij was, beschrijft Van der Laen's dapperheid: 'Heerlijk queet zich alhier den Heer Majoor Jan van der Laan, niet tegenstaande, dat even voor zijn landen 't Scheep in mijn bywezen een swaren val gedaan hadde, ende vry swaarlijvigh was: evenwel (na ouder gewoonte) brak op de Vyanden met Heldenmoet in'. Vervolgens voeren de schepen door de baai (tegenwoordig de Palk Bay) naar Jaffna, terwijl Van Goens met Van der Laen en 850 soldaten over land naar Jaffna trok om het van die kant aan te vallen. De Portugezen hadden niet gedacht dat men dat zou proberen. Het fort werd belegerd en afgesneden van de buitenwereld terwijl het gebombardeerd werd met mortieren. Vanwege Roothaes' blokkade van Goa kon het fort van daaruit niet bevoorraad worden. In juni 1658, na een beleg van drieënhalve maand, gaven de Portugezen Jaffna op. Dit was de laatst overgebleven Portugese vesting in Ceylon. In juli ging Van der Laen met 11 schepen nogmaals naar de tegenoverliggende kust van India en veroverde, weer zonder slag of stoot, ook Negapatam. Vanaf 1687 zou dit het hoofdkwartier van de VOC aan de Coromandelkust worden.

## Aan de Malabarkust
In december volgde de eerste verovering van een Portugees fort aan de Malabarkust, dat van Coylan, weer onder Van Goens. Ondanks zijn verzoek aan de vorstin van het omringende land van Coylan om neutraal te blijven werden de troepen aangevallen door de nairo's, de militaire kaste van Malabar. Toch wist men het fort te veroveren, waarop de vorstin zich verontschuldigde. De nairo's hadden slechts de veel geroemde strijdbaarheid van de Nederlanders willen testen. Zij zou zich voortaan met de VOC verbinden. De vloot zeilde nu naar Cochin, het volgende doelwit, maar voordat men tot actie kon overgaan kreeg men het teleurstellende bericht uit Batavia dat Van der Laen met 500 soldaten en 20 officieren teruggeroepen werd om de krijgsmacht in de oostelijke archipel te versterken. Van Goens ging met de rest van de vloot terug naar Ceylon. Dit had tot gevolg dat de Portugezen Coylan een jaar later weer terug wisten te veroveren.

## Palembang

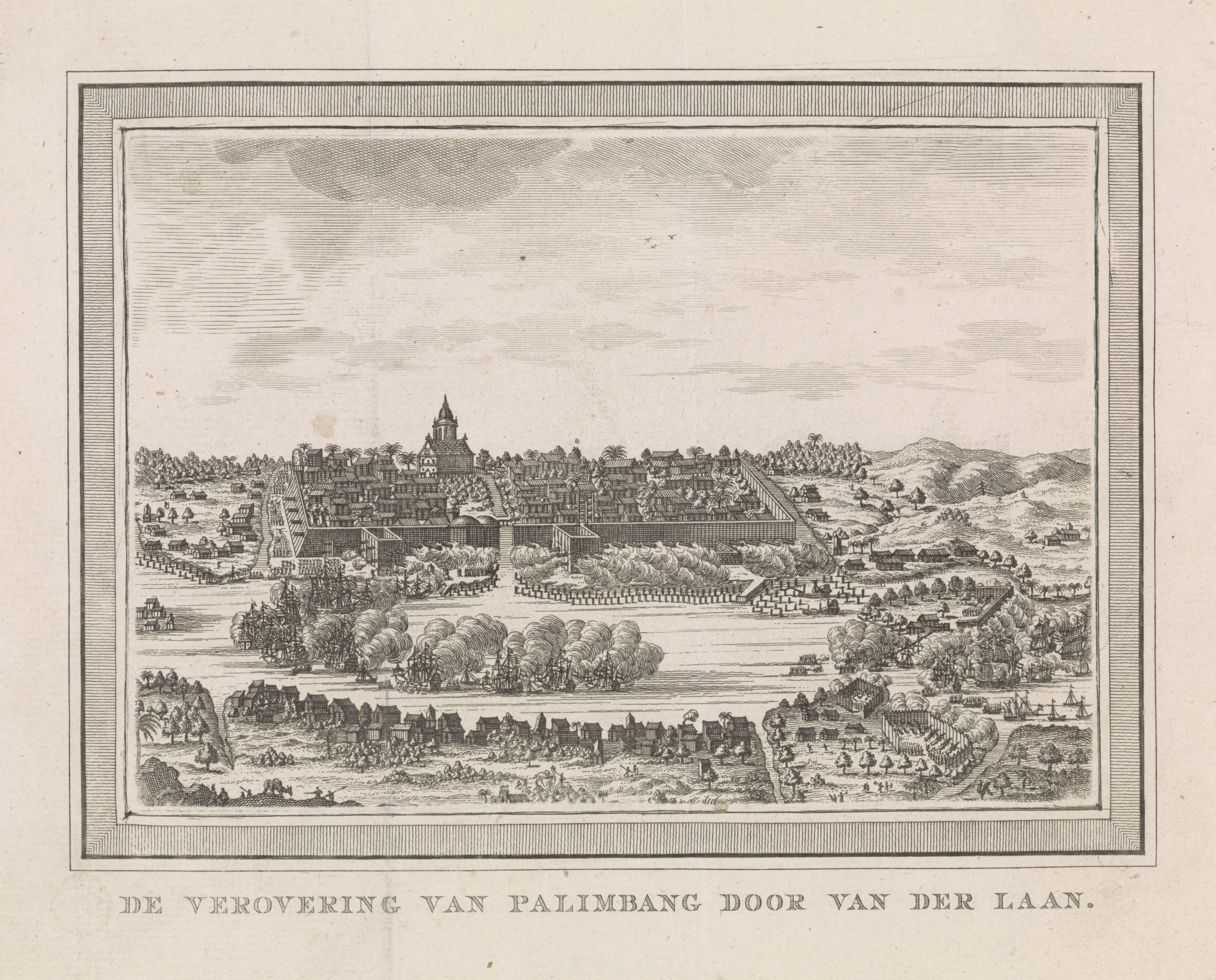
De verovering van Palembang door Van der Laen.

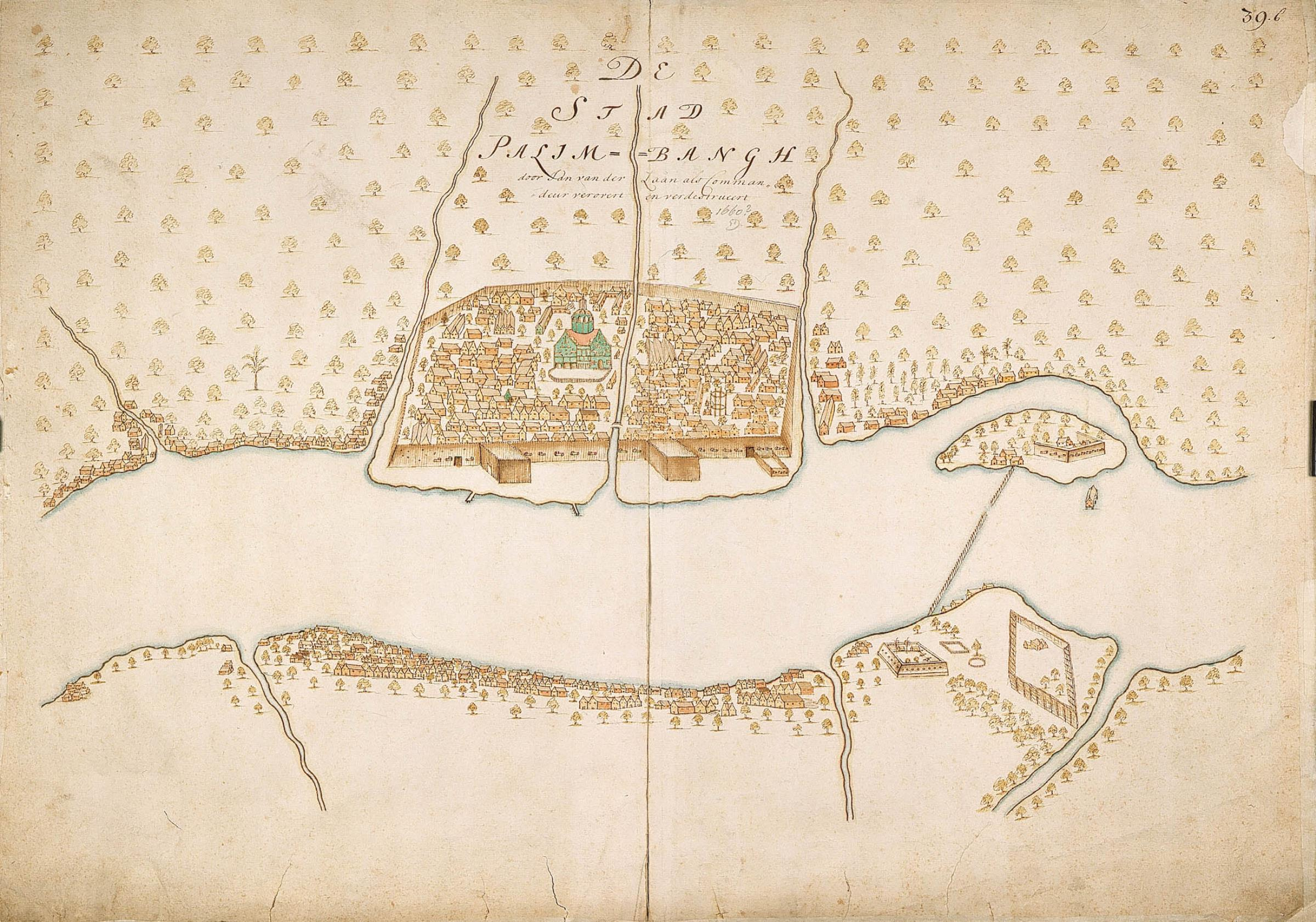
Palembang aan de Musi

In maart kwam Van der Laen in Batavia aan. In juni was hij in Bantam op Java. Hij moest hier proberen de vorst van Bantam met die van Djambi te verzoenen. In oktober ging hij met minder vredelievende bedoelingen naar Sumatra. Hij gaf leiding aan een expeditie van 9 schepen, meest kleine galjoten, met 700 soldaten, die vanuit Batavia ten strijde trok tegen de vorst van Palembang aan de oostkust. Daar werd al jaren in strijd met het monopolieverdrag peper geleverd aan Chinese handelaren. De Compagnie was daarom gaan patrouilleren op de rivier de Musi die van Palembang naar de zee liep, en had daar een Chinese jonk ontdekt en in beslag genomen. De Palembangers hadden toen wraak genomen door twee patrouillerende schepen te overvallen. Hierbij kwamen 42 opvarenden om het leven en werden er 25 gevangen genomen. Na twee jaar tevergeefs om genoegdoening en vrijlating van de gevangenen gevraagd te hebben besloot de Raad van Indië om Van der Laen erop af te sturen 'tot revengie van de gruwelycke moort'. Met zijn 9 kleine schepen voer hij de rivier op tot aan Palembang en had vervolgens 'de ongelooflijck gefortificeerde stadt ende hoff des conings van Palembangh vechtenderhant verovert, den coningh ende al sijn volck geheel in't bosch verjaecht ende verdreven, latende de stadt ende 't hoff, met haef, vee, gout ende silver ten proye van de vlam en den plonderenden soldaet'. 73 grote en 150 kleine kanonnen met veel munitie werden buitgemaakt. Het merendeel der gevangenen bleek vermoord te zijn. Op 9 december was Van der Laen alweer terug in Batavia.

## Macau en Formosa

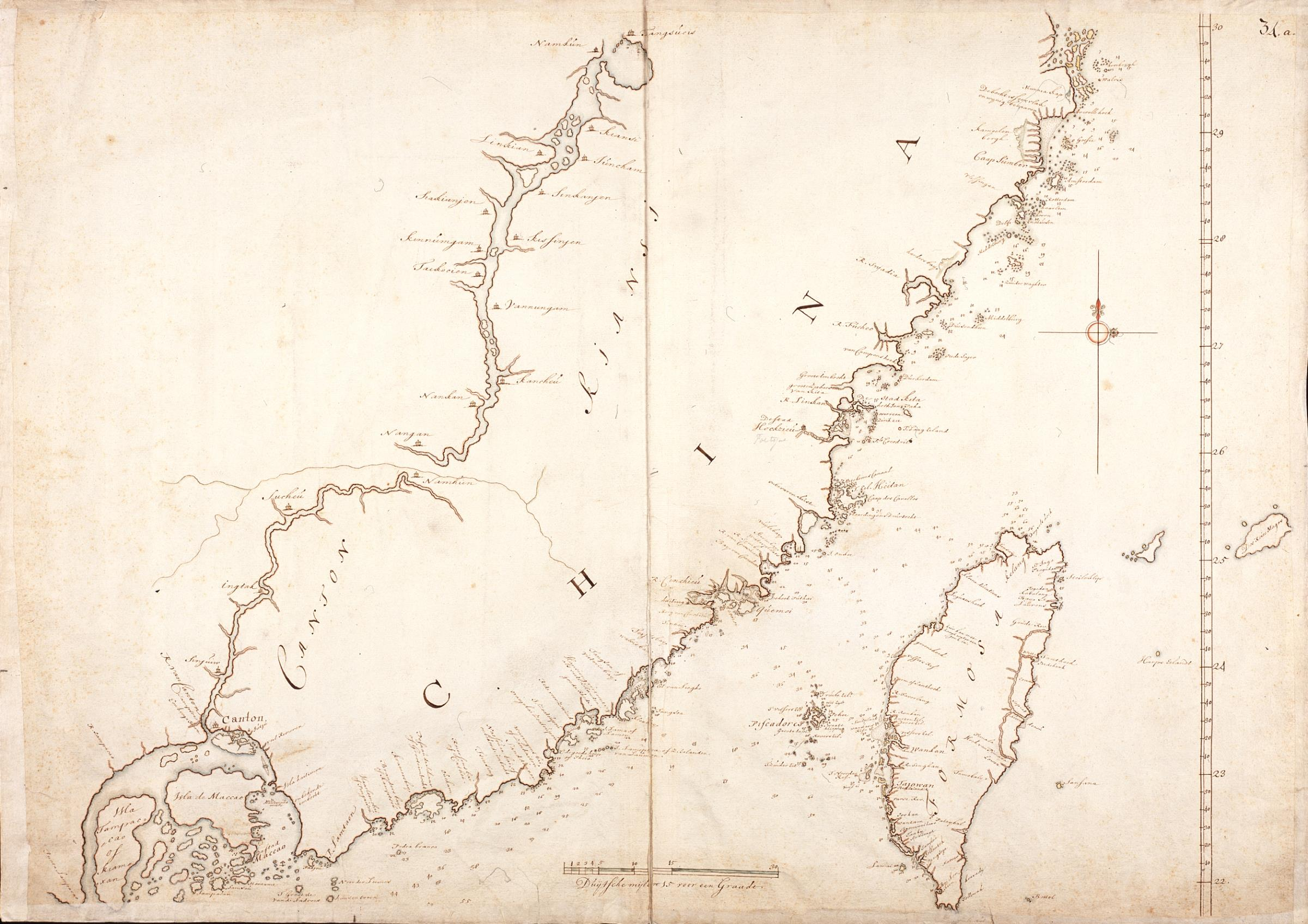
Formosa (het huidige Taiwan) en de kust van China met Macau en Canton.

Het jaar daarop kreeg Van der Laen de opdracht Macau te veroveren. De laatste poging daartoe door Cornelis Reijersen in 1622 was al weer lang geleden. Op 17 juli 1660 vertrok hij als commandeur van 12 schepen vanuit Batavia. Wouter Schouten beschrijft het vertrek van de vloot in zijn Oost-Indische Voyagie. Eerst moest hij echter naar het iets verderop gelegen Formosa. Hier had gouverneur Coyet alarm geslagen. De militaire leider (of ook wel 'Mandorijn') Coxinga, die in China namens de Ming dynastie vocht tegen de veroverende Mantsjoes (door de VOC Tartaren genoemd), was in het nauw gedreven en zou volgens de geruchten Fort Zeelandia op Formosa gaan aanvallen om daar een goed heenkomen te zoeken. ('op Formosa zijn aessem zal zoeken te scheppen'.) De Raad in Batavia hechtte weinig geloof aan dit verhaal, maar vroeg Van der Laen om voor de zekerheid poolshoogte te nemen. Zeilend langs Macau kwam de vloot in twee stormen terecht, waarbij een schip met bemanning en al verloren ging. Toen Van der Laen in september in Formosa aankwam volgden lange discussies in de Raad aldaar en toen een stemming, waarbij tegen zijn advies besloten werd zijn vloot en 600 soldaten op Formosa te houden. De stemmen hadden eigenlijk gestaakt, maar Coyets stem telde dubbel omdat hij gouverneur was. De woedende Van der Laen, die naar Macau had willen gaan, ging flink tekeer tegen de raadsleden, maar keerde uiteindelijk met zijn officieren en twee schepen terug naar Batavia, waar hij Coyet beschuldigde van nodeloze angst en verspilling van de middelen van de Compagnie. Ook Maetsuycker en de Raad namen het Coyet zeer kwalijk. 'Dit is zoo den vruchteloosen uytslag van dese notaebele uytzetting op Macao, waer mede niet anders uytgerecht is, als dat de slapende wolven wacker gemaekt zyn'. Op 10 juni 1661 werd Coyet ontslagen. Een maand later, toen zijn beoogde opvolger, Herman Klenck van Odessa, al vertrokken was kwam in Batavia het schip Maria uit Formosa aan met het bericht dat het leger van Coxinga eind april al in Formosa was geland. Toen Klenck eind juli met zijn schip bij fort Zeelandia verscheen had hij tot teleurstelling van de belegerden geen voedsel en munitie bij zich maar slechts de ontslagbrief voor Coyet en zijn raad, die hij afleverde, om daarna te maken dat hij wegkwam. In Batavia werd Van der Laen gevraagd weer met een vloot naar Formosa te gaan en daar het bevel voorlopig op zich te nemen, maar hij weigerde dat. Hij wilde liever een vaste benoeming, met name het gouvernement van Banda, en anders repatriëren naar Nederland. In zijn plaats ging Jacob Cau, die echter geen militair en ook geen zeeman was. Cau en Coyet verspeelden meerdere schepen aan overmoedige aanvallen op Coxinga's troepen in de baai achter het fort, in plaats van zijn aanvoerroute vanuit Amoy (Xiamen) te blokkeren. Tot overmaat van ramp stak er een tyfoon op. Ondanks een verder heroïsch verzet van het garnizoen van fort Zeelandia kreeg Coyet uiteindelijk toch gelijk met zijn waarschuwingen. Na 9 maanden ging Formosa verloren aan Coxinga.

## In de Republiek en Batavia
Eind 1661 ging Van der Laen met de retourvloot van Arnold de Vlaming van Outshoorn op weg naar de Republiek. Van der Laen was schout-bij-nacht op het schip Phoenix, het oude vlaggenschip van Adriaan Roothaes, op rekening van de Kamer Delft. De Vlaming van Outshoorn leed met vier van zijn schepen in februari schipbreuk ten oosten van de Kaap de Goede Hoop, een bekende gevarenzone. Slechts een deel van de bemanning van de Arnhem overleefde en wist in een sloep naar Mauritius te varen. Ruim 30 van hen stapten daar over op het passerende schip van de kaper Hubert Hugo. Van der Laen leidde vanaf de Kaap de overgebleven vijf schepen naar Nederland, waar hij in juli aankwam, en beloond werd met 100 dukatons. Hij legde een extra financiële claim neer bij de Compagnie, die eerder in Batavia al was afgewezen. Ook nu werd deze ongefundeerd verklaard. Toen hij aangaf desondanks verder te willen dienen was de Compagnie dat zeer aangenaam, zodat ze hem de gouden ketting met penning schonken die bevelhebbers van retourvloten gewoonlijk kregen. Het jaar daarop keerde hij met de Phoenix weer terug naar Indië. Tijdens die reis overleed zijn vrouw. Ze werd aan de Kaap de Goede Hoop begraven. Van der Laen kwam op 8 oktober weer in Batavia aan.
In Batavia verzocht hij om loonsverhoging en een rang naast die van de Raden van Indië. Toen de Raad hem minder bood dan waar hij om vroeg weigerde hij dat. In augustus 1664 vertrok hij weer naar Ceylon. Hij had de Raad gevraagd hem aan te stellen als tweede persoon naast de gouverneur (toen Jacob Hustaert en vanaf januari Rijcklof Van Goens). In eerste instantie had de Raad gesteld dat dat in strijd was met 'de maximen van de Compagnie'. De tweede man (vice-gouverneur) in de Raad van Ceylon was de hoofdadministrateur, doorgaans een opperkoopman, en ook de commandeurs van Jaffna en Galle (toen Anthony Paviljoen en Adriaan Roothaes) stonden boven de commandant van de militairen. De volgende dag kwam men echter met een compromis: tweede man naast de gouverneur, maar alleen van het district Colombo.

## Terug in Ceylon

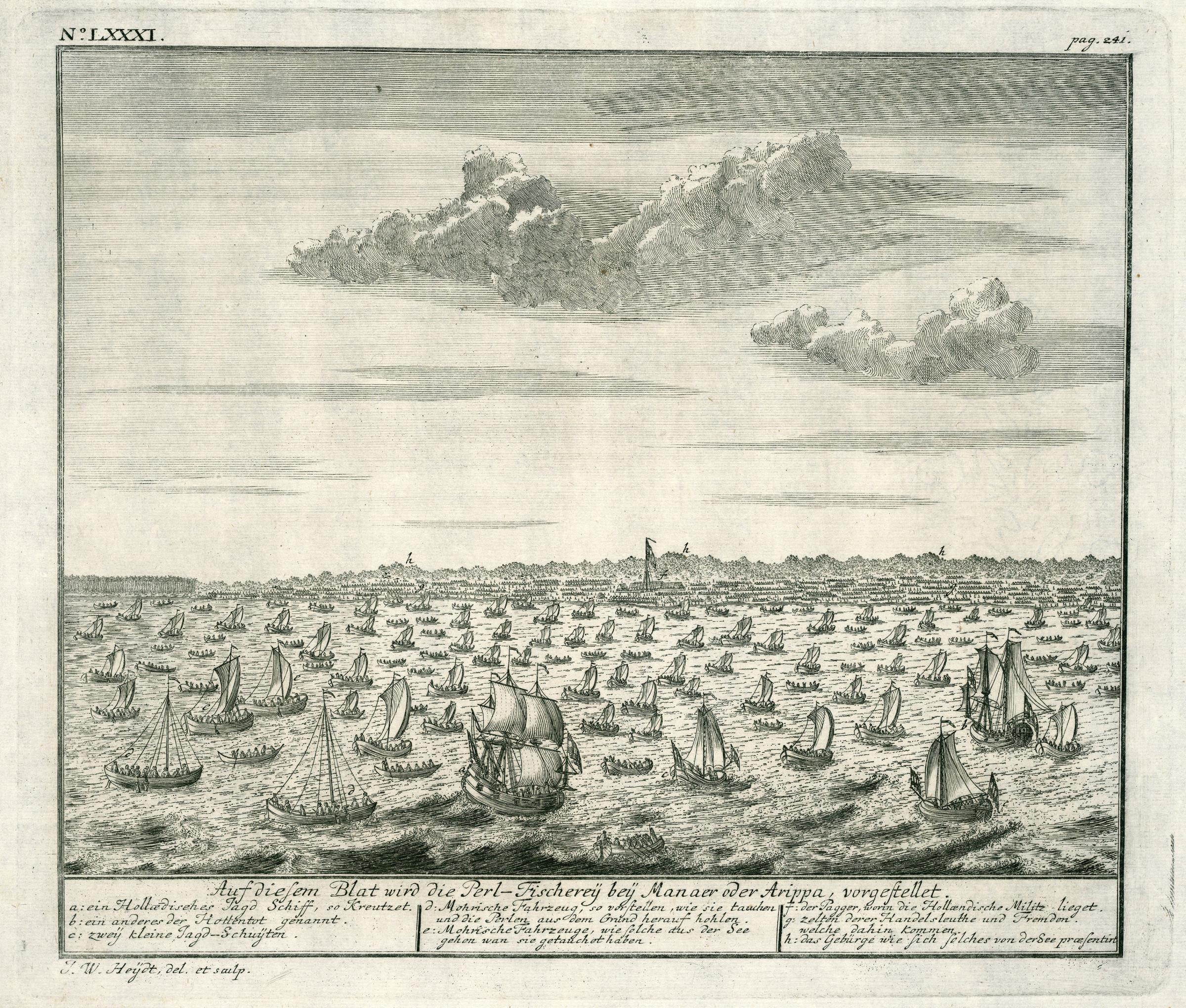
Parelvisserij in de baai van Mannar.

Eenmaal in Ceylon leidde Van der Laen een expeditie naar Cananoor (het huidige Kannur) aan de Malabarkust, voornamelijk voor machtsvertoon aan de locale radja's die van de Engelsen en de Portugezen te horen hadden gekregen dat de Compagnie er slecht voor stond en dat ze met een grote troepenmacht 'soude comen om ons ende onse vrienden doot te slaen'.
Nog datzelfde jaar stond hij op de nominatie om het commandement van Jaffna op zich te nemen, maar men vond dat hij in Colombo harder nodig was, dus werd Jorefas Vosch benoemd. In november schreef hij aan de Raad in Batavia dat hij wilde repatriëren. Hij klaagde, zo schrijft de Raad van Indië in haar missive aan de Heren XVII, over de 'smaetheden, affronten en verachtingen, die hy segt, dat hem worden aengedaen, ende waerom hy oock den dienst van de Compagnie moede was'.
In 1666 organiseerde hij voor gouverneur Van Goens samen met koopman Laurens Pijl en enkele anderen de eerste parelvisserij sinds tientallen jaren op de parelbanken in de ondiepe baai van Mannar in het noordwesten. Honderden boten met roeiers en duikers uit vooral Zuid-India deden mee en zo'n honderdduizend anderen kwamen er op af. De visserij had een festivalsfeer en duurde drie weken. De opgedoken schelpen werden in kuilen gelegd totdat de diertjes stierven en gingen rotten, wat een enorme stank verspreidde die maanden bleef hangen, maar wat het makkelijk maakte de schelpen te openen. De parels werden gekocht door de Compagnie voor de export. Ook verdiende de Compagnie door belasting te heffen op de stenen die de duikers gebruikten om naar de zeebodem af te dalen. De steen zat vast aan een touw, waarmee hij met duiker en al weer in de boot kon worden gehesen door de roeiers. Aangezien al het drinkwater in het troosteloze landschap uit één irrigatiereservoir kwam bedierf dat spoedig, zodat honderden ongelukkigen stierven door vergiftiging.

## Repatriëring
Van der Laen's repatriëring werd wegens 'zwakte' uitgesteld. Bovendien was de manier waarop hij om repatriëring had verzocht in Batavia niet in goede aarde gevallen. Hij moest het daarom nog eens doen, 'ditmaal beleefd'. In augustus 1667 werd zijn verzoek toegestaan. In december werd hij, inmiddels sergeant-majoor,op de rede van Batavia op het schip de Hollandtse Thuyn door gouverneur-generaal Maetsuycker en de Raad van Indië voorgesteld en benoemd tot 'admirael van de retour schepen, nu zeylreet leggende, ende de gene, die nogh sullen volgen'. Op 23 februari 1668 arriveerde hij met de vloot aan de Kaap de Goede Hoop. Zoals alle bevelhebbers van retourvloten trad hij hier op als commissaris. Die had tot taak de vestiging te inspecteren, de boeken te controleren en voorstellen te doen tot verbetering. 13 maart vertrok de vloot weer uit de Tafelbaai. In de Republiek aangekomen bracht hij op 30 juli aan de bewindhebbers van de VOC verslag uit over zijn reis en leverde hij zijn rapport over de Kaap in. Hij kreeg weer een gouden ketting met penning, plus nog eens 200 zilveren dukatons voor zijn eerdere claims die hij nogmaals indiende. Hierna verdwijnt Van der Laen uit het gezicht. Hij stierf in 1675 of 1676 in Den Haag. Hij had in ieder geval een dochter, Belida, die geboren was in Galle in 1649. 'Een heldinne van een vrouw, openhartig, goedaardig, mild en vriendelijk'. Ze trouwde met een opperkoopman in Masulipatnam, Pieter Smith jr., en na zijn dood in 1677 met zijn opvolger en latere gouverneur van Coromandel Willem Carel Hartsinck. Ze stierf in Masulipatnam in oktober 1682 op 33-jarige leeftijd, 'zeer schielijk en onverwagt', en werd daar begraven naast haar eerste man Pieter Smith.